# Eddy Leppens
Eddy Leppens (* 3. Dezember 1969 in Lommel) ist ein belgischer Karambolagespieler.

## Privates
Eddy Leppens wurde im flanderischen Lommel geboren und verbrachte dort auch seine Kindheit. Zurzeit ist er mit Iris Blondeel verheiratet und hat mit ihr zwei Kinder namens Lindsey und Romy. Im Dezember 2005 eröffnete er seinen eigenen Billardshop Verhoeven Eddy Leppens.

## Karriere

### Frühe Jahre
Schon sein Vater war ein aktiver Billardspieler, so nahm Leppens mit 12 zum ersten Mal einen Queue in die Hand und mit 13 begann er dann Unterricht zu nehmen. Ab diesem Moment ging seine Karriere steil nach oben. Nach vielen regionalen und später nationalen Siegen stieg er in der Rangliste stetig aufwärts. Mit 18 war er Spieler der Honour Division in der Freien Partie, vier Jahre später in allen sechs Disziplinen des Karambolagebillards (Freie Partie, Cadre 47/2, 47/1, 71/2, Einband und Dreiband).

### Jahre 1993–2010
1993 gewann Leppens den Belgian Cup im Dreiband, dies wurde von da an seine bevorzugte Disziplin.
2002 hatte er seinen bisher besten Einzeldurchschnitt (ED) von 5,000 mit 50 Bällen in 10 Aufnahmen. 2004 schaffte er seine beste Höchstserie (HS) mit 25 Bällen. Im folgenden Jahr stellte er einen neuen Weltrekord mit einem Mannschaftsdurchschnitt (GD) von 2,139 auf, Mannschaftskollegen waren Frédéric Caudron, Raimond Burgman und Johan Loncelle. Alle Bestleistungen erzielte er im Dreiband.
Sein bisher bestes Ergebnis erreichte er 2010 mit dem Vizeweltmeistertitel im Dreiband.

### Saison 2012/13
Bei der WM Anfang September in Porto konnte sich Leppens bei seinem ersten Gruppenspiel gegen den Deutschen Markus Dömer mit 40:14 durchsetzen, verlor aber das zweite Spiel gegen Lütfi Çenet aus der Türkei mit 34:40 und verpasste damit als Gruppenzweiter den Einzug in die Endrunde.
Einen Monat später, beim ANAG Billard Cup, einem Triathlon-Einladungsturnier im tschechischen Olmütz, konnte sich Leppens im Finale gegen Raul Cuenca aus Spanien mit 2:1 den Sieg bei der zweiten Auflage dieses Turniers sichern. Gespielt wurde in den Disziplinen Cadre 71/2, Einband und Dreiband. Während er sich im Cadre noch mit 100:24 dem Spanier geschlagen geben musste, konnte er im Ein- und Dreiband mit 50:27 und 15:8 gewinnen. In der Gruppenphase konnte Leppens den amtierenden Dreikampfweltmeister und Dritten des Vorjahres Wolfgang Zenkner ausschalten.
Zusammen mit Frédéric Caudron spielt er unter anderem für den belgischen Verein BC De Goeie Queue.

### UMB-Sperre 2019
Leppens unterschrieb im Frühjahr 2019 einen Vertrag bei der neu gegründeten Professional Billiards Association (of Korea) PBA. Sein Sponsor, Kimchi Queues, ist Mitbegründer und -besitzer des Verbandes. Da die PBA kein Mitglied der UMB ist, werden Spieler, die an PBA-Turnieren teilnehmen, mit einer Sperre von einem Jahr je Turnierteilnahme, maximal aber drei Jahren, belegt. Damit endete seine UMB-Spielzeit zum Ende der Saison 2018/19. Er verließ daraufhin die UMB.

## Erfolge
- Belgischer Juniorenmeister:   1988 (Dreiband), 1990 (Freie Partie), 1991 (Freie Partie)
- Belgischer Meister:   1991 (Freie Partie und Cadre 71/2), 1993 (Cadre 47/1 und Einband), 1994 (Einband), 1995 (Freie Partie und Einband), 2000 (Freie Partie)
- Dreikampf-Weltmeisterschaft für Nationalmannschaften:  1994   1992
- Superprestige (Dreiband):  2004
- Dreiband-Weltmeisterschaft:  2010  2005, 2009, 2016
- Einband-Weltmeisterschaft:  2007
- Dreiband-Weltcup:  1996/1, 1997/5, 1998/7  1999/3, 2011/5
- Dreiband-Europameisterschaft für Nationalmannschaften:  2010  2011   2007, 2013
- Einband-Europameisterschaft:   2000, 2006
- ANAG Billard Cup (Triathlon):   2012
- Verhoeven Open:  2017
- Dreiband Challenge Masters:  2018/1
- Belgische Dreiband-Meisterschaft:  2015  2004, 2006, 2007, 2010, 2013, 2014

Quellen: